# لي إيرباي
لي إيرباي (بالإنجليزية: Lee Irby)‏ (1969)؛ مؤرخ وروائي أمريكي.